# Герберт Ергардт
Герберт Ергардт (нім. Herbert Erhardt, нар. 6 липня 1930, Фюрт — пом. 3 липня 2010, Фюрт) — німецький футболіст, що грав на позиції захисника.
Виступав, зокрема, за клуби «Гройтер» та «Баварія», а також національну збірну Німеччини.

## Клубна кар'єра
У дорослому футболі дебютував 1947 року виступами за команду клубу «Гройтер», в якій провів п'ятнадцять сезонів, взявши участь у 335 матчах чемпіонату. Більшість часу, проведеного у складі «Гройтера», був основним гравцем захисту команди.
У 1962 році перейшов до клубу «Баварія», за який відіграв 2 сезони. Граючи у складі мюнхенської «Баварії» також здебільшого виходив на поле в основному складі команди. Завершив професійну кар'єру футболіста виступами за команду «Баварія» (Мюнхен) у 1964 році.
Помер 3 липня 2010 року на 80-му році життя у місті Фюрт.

## Титули і досягнення
- Чемпіон світу: 1954

## Виступи за збірну
У 1953 році дебютував в офіційних матчах у складі національної збірної Німеччини. Протягом кар'єри у національній команді, яка тривала 10 років, провів у формі головної команди країни 50 матчів.
У складі збірної був учасником чемпіонату світу 1954 року у Швейцарії, здобувши того року титул чемпіона світу, чемпіонату світу 1958 року у Швеції, чемпіонату світу 1962 року у Чилі.